# Harrah's 200 2001
Harrah's 200 2001 var ett race som var den nionde deltävlingen i Indy Racing League 2001. Racet kördes den 21 juli på Nashville Superspeedway. Buddy Lazier tog sin tredje seger på fyra tävlingar, vilket gjorde att han närmade sig mästerskapsledande Sam Hornish Jr. något. Billy Boat och Jaques Lazier var övriga förare på pallen. Bröderna Lazier blev de första bröderna att stå på pallen tillsammans i IndyCar Series.

## Slutresultat
| Plats | Förare           | Team                     | Grid |
| ----- | ---------------- | ------------------------ | ---- |
| 1     | Buddy Lazier     | Hemelgarn Racing         | 6    |
| 2     | Billy Boat       | CURB/Agajanian Racing    | 4    |
| 3     | Jaques Lazier    | Sam Schmidt Motorsports  | 14   |
| 4     | Robby McGehee    | Cahill Racing            | 11   |
| 5     | Scott Sharp      | Kelley Racing            | 13   |
| 6     | Sam Hornish Jr.  | Panther Racing           | 2    |
| 7     | Shigeaki Hattori | Vertex-Cunningham Racing | 16   |
| 8     | Felipe Giaffone  | Treadway-Hubbard Racing  | 9    |
| 9     | Buzz Calkins     | Bradley Motorsports      | 15   |
| 10    | Donnie Beechler  | A.J. Foyt Enterprises    | 10   |
| 11    | Eliseo Salazar   | A.J. Foyt Enterprises    | 12   |
| 12    | Billy Roe        | Zali Racing              | 21   |
| 13    | Robbie Buhl      | Dreyer & Reinbold Racing | 7    |
| 14    | Al Unser Jr.     | Galles Racing            | 19   |
| 15    | Eddie Cheever    | Cheever Racing           | 5    |
| 16    | Mark Dismore     | Kelley Racing            | 3    |
| 17    | Airton Daré      | TeamXtreme               | 18   |
| 18    | Greg Ray         | Team Menard              | 1    |
| 19    | Sarah Fisher     | Walker Racing            | 17   |
| 20    | Jeff Ward        | Heritage Motorsports     | 8    |
| 21    | Didier André     | Galles Racing            | 20   |